# Tuba Life
 (juillet 2022).
Pistes de Commando
Salé
(6) B.O.C
(8)
Tuba Life est une chanson interprétée par les rappeurs français Niska et Booba, extraite du deuxième album studio de Niska, intitulé Commando. Le titre est sorti en tant que cinquième single de l'album, sorti le 22 septembre 2017.
Le single connut un énorme succès à sa sortie et est certifié single de diamant en France.
Le clip de Tuba Life est sorti le 3 janvier 2018 et est réalisé par Chris Macari qui a réalisé beaucoup de succès de Booba.

## Classements

### Classements hebdomadaires
| Classements                  | Meilleure position |
| ---------------------------- | ------------------ |
| France (SNEP)                | 2                  |
| Suisse (Schweizer Hitparade) | 29                 |

### Classements annuels
| Classement (2017) | Position |
| ----------------- | -------- |
| France (SNEP)     | 48       |
| Classement (2018) | Position |
| France (SNEP)     | 84       |

## Certifications et ventes
| Région                                                                                                 | Certification | Ventes/Streams                  |
| --- | ------------- | ------------------------------- |
| France (SNEP)                                                                                          | Diamant       | 50 000 000 d'équivalent streams |
| *Ventes selon la certification ^Mise en rayon selon la certification xNon précisé par la certification |               |                                 |